# Жепа (притока Дрине)
Жепа је ријека у Републици Српској, ентитету Босне Херцеговине. Притока је Дрине и заузима дио средишњег сливног подручја ове ријеке. Настаје 6 километара јужно од Хан Пијеска у подножју планине Жеп.
Укупна дужина ријеке Жепе износи 25 км, а правац пружања њене долине је сјеверозапад—југоисток. Кроз подручје које припада насељеном мјесту Жепа протиче у дужини од 10,5 км. Њено ушће у Перућачко језеро на Дрини, код села Слап, налази се на 291 метара надморске висине. Најзначајније притоке Жепе су Радавски поток и Будучин поток.
На ријеци постоје два моста која потичу из времена османске владавине. Један од њих је национални споменик уврштен на Листу угрожених споменика. Саграђен је у 16. вијеку, те представља једну од најљепших и најелегантнијих грађевина османске владавине.